# Calathura
Calathura är ett släkte av kräftdjur som beskrevs av Norman och Stebbing 1886. Calathura ingår i familjen Leptanthuridae.
Kladogram enligt Catalogue of Life och Dyntaxa:
| Calathura | \| \| Calathura brachiata \| \| \| \| \| \| Calathura norvegica \| \| \| \| |
|           | \| \| Calathura brachiata \| \| \| \| \| \| Calathura norvegica \| \| \| \| |
|           | Accalathura                                                                 |
|           |                                                                             |
|           | Aenigmathura                                                                |
|           |                                                                             |
|           | Albanthura                                                                  |
|           |                                                                             |
|           | Bourbonanthura                                                              |
|           |                                                                             |
|           | Bullowanthura                                                               |
|           |                                                                             |
|           | Curassanthura                                                               |
|           |                                                                             |
|           | Leptanthura                                                                 |
|           |                                                                             |
|           | Psittanthura                                                                |
|           |                                                                             |
|           | Ulakanthura                                                                 |
|           |                                                                             |
|           | Virganthura                                                                 |
|           |                                                                             |
|           | Calathura brachiata                                                         |
|           |                                                                             |
|           | Calathura norvegica                                                         |
|           |                                                                             |

|  | Calathura brachiata |
|  |                     |
|  | Calathura norvegica |
|  |                     |

## Bildgalleri

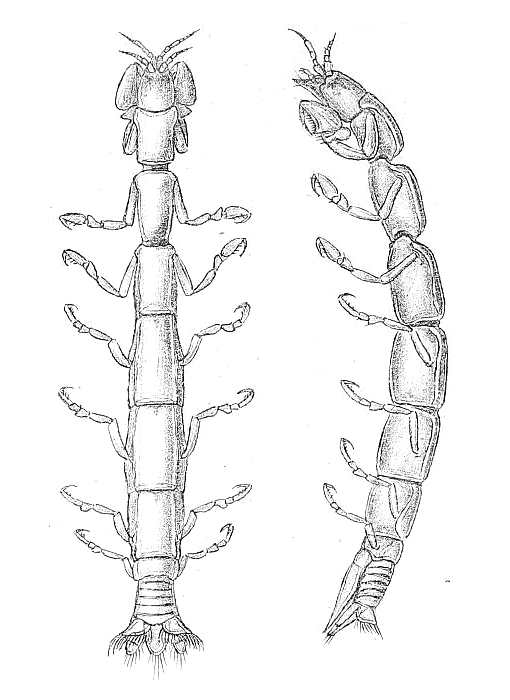